# Heterodrilus inermis
Heterodrilus inermis är en ringmaskart som först beskrevs av Erséus 1981.  Heterodrilus inermis ingår i släktet Heterodrilus och familjen glattmaskar. Inga underarter finns listade i Catalogue of Life.